# Wacław Grabkowski

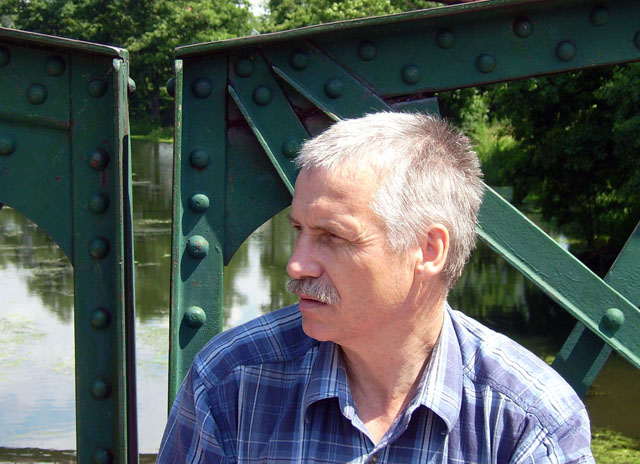
Wacław Grabkowski

Wacław Grabkowski, pseudonim Rafał Czerwczyk (ur. 28 marca 1953 we Wrocławiu) – polski pisarz.
Jest laureatem: I Nagrody Stowarzyszenia Pisarzy Polskich i miesięcznika Odra (miesięcznik) w konkursie literackim, za opowiadanie pt. Wypalacz drutu, I Nagrody Biura Obchodów Milenium Wrocławia i miesięcznika „Odra”, za opowiadanie pt. Wrocław i trzy harmonie ojca, Nagrody Głównej w ogłoszonym przez Oficynę Wydawniczą ATUT konkursie na powieść współczesną, za powieść pt. Dzieci z Wilczego Kąta, II Nagrody Wydawnictwa Dolnośląskiego w ogólnopolskim konkursie na polską powieść współczesną, za powieść pt. Park Wschodni. Od 2000 roku jest członkiem Stowarzyszenia Pisarzy Polskich, a od 2010 do 2015 roku był również członkiem Stowarzyszenia Wratislaviae Amici. W latach 2011–2013 pełnił funkcję sekretarza Zarządu, a od 2013 do 2015 był członkiem Komisji Rewizyjnej tego stowarzyszenia. Syn Stanisława Grabkowskiego i Michaliny Sypek, mieszka we Wrocławiu.

## Twórczość
Powieści i opowiadania:
- Szczupaczek i inne opowiadania (nakładem własnym 1993)
- Guz w fiołkach (nakładem własnym 1998)
- Wypalacz drutu (Biblioteka Stowarzyszenia Pisarzy Polskich 2000)
- Dziewczyna Kosmity i inne opowiadania (Instytut Wydawniczy „Świadectwo” 2002)
- Dzieci z Wilczego Kąta (Oficyna Wydawnicza ATUT 2003)
- Park Wschodni (Wydawnictwo Dolnośląskie 2006)
- Kapelusz i bandana (Biblioteka Stowarzyszenia Pisarzy Polskich 2007)
- Mało im naszych łez? Dziennik z czasów powolnego upadku komunizmu 1980-2007 (nakładem własnym 2007)
- Sernik i inne wypieki, powieść (Bel-druk 2021)
- Ze snu na wyspę Hiva Oa (Wydawnictwo Akwedukt Klubu Muzyki i Literatury, Wrocław 2022)